# Nephrotoma bara
Nephrotoma bara är en tvåvingeart som beskrevs av Alexander 1960. Nephrotoma bara ingår i släktet Nephrotoma och familjen storharkrankar.
Artens utbredningsområde är Madagaskar. Inga underarter finns listade i Catalogue of Life.